# Paul J. McAuley
Paul J. McAuley (n. Stroud, Gloucestershire, 23 de abril de 1955) es un escritor y botánico inglés.
Como autor de ciencia ficción, se puede indicar que McAuley escribe principalmente ciencia ficción dura, abordando temas tales como biotecnología, Ucronías/realidades alternativas, y viajes espaciales. 
Su primera novela titulada Four Hundred Billion Stars, ganó el Premio Philip K. Dick en 1988, Fairyland ganó el Premio Arthur C. Clarke en 1996 y el Premio John W. Campbell Memorial en 1997 por mejor novela de ciencia ficción. The Temptation of Dr. Stein en tanto, ganó el British Fantasy Award, mientras que Pasquale's Angel ganó el Premio Sidewise.

## Obras
Novelas
- Serie Four Hundred Billion Stars
  - Four Hundred Billion Stars. Londres: Gollancz, 1988. ISBN 0-575-04260-5 -- Ganador del Premio Philip K. Dick (1988).[2]
  - Secret Harmonies (vt US Of the Fall). Londres: Gollancz, 1989. ISBN 0-575-04580-9
  - Eternal Light. Londres: Gollancz, 1991. ISBN 0-575-04931-6 -- Nominado al BSFA Award (1991).[5] y al Clarke Award (1992).[6]
- Serie Confluencia (The Confluence)
  - Child of the River. Londres: Gollancz, 1997. ISBN 0-575-06427-7.
    - Hijo del río. La Factoría de Ideas. Madrid, 2002. ISBN 978-84-8421-588-2

  - Ancients of Days. Londres: Gollancz, 1998. ISBN 0-575-06428-5.
    - Los de días de antigüedad. La Factoría de Ideas. Madrid, 2003. ISBN 978-84-8421-931-6

  - Shrine of Stars. Londres: Gollancz, 1999. ISBN 0-575-06429-3
    - Inédito en Castellano.
- Duología The Quiet War
  - The Quiet War. Londres: Gollancz, 2008. ISBN 978-0575079335 -- Nominado al Premio Clarke (2009).[7]
  - Gardens of the Sun. Londres: Gollancz, 2009. ISBN 978-0575079373

Otras novelas
- Red Dust. Londres: Gollancz, 1993. ISBN 0-575-05488-3
- Pasquale's Angel. Londres: Gollancz, 1994. ISBN 0-575-05489-1 -- Nominado a los Premios Clarke y British Fantasy Awards (1995).[8]
  - El ángel de Pasquale. La Biblioteca del Laberinto. Madrid, 2015 ISBN 978-84-943755-1-4
- Fairyland. Londres: Gollancz, 1995. ISBN 0-575-06070-0 -- Nominado al Premio BSFA (1995)[8] Clarke Award winner, 1996;[3] y ganador del Premio Campbell (1997).[4]
  - El beso de Milena, La Factoría de Ideas, colección Solaris Ficción 17, 2001, ISBN 978-84-8421-467-0, y como libro electrónico, El beso de Milena, 2012, ISBN 978-84-9800-900-2
- The Secret of Life. Londres: Voyager, 2001. ISBN 0-00-225904-4 -- Nominado al Premio BSFA (2001)[9] y al Premio Clarke (2002).[10]
- Whole Wide World. Londres: Voyager, 2002. ISBN 0-00-225903-6
- White Devils. Londres: Simon & Schuster, 2004. ISBN 0-7432-3885-0 -- Nominado al Premio Campbell (2005).[11]
- Mind's Eye. Londres: Simon & Schuster, 2005. ISBN 0-7432-3887-7 -- Nominado al Premio Campbell (2006).[12]
- Players. Londres: Simon & Schuster, 2007. ISBN 0-7432-7617-5
- Cowboy Angels. Londres: Gollancz, 2007. ISBN 978-0-575-07934-7

Novelas cortas
- Making History. Harrogate: PS Publishing, 2000. ISBN 1-902880-08-0
- The Eye of the Tyger. Tolworth, Surrey: Telos Publishing, 2003. ISBN 1-903889-24-3 (una novela corta de Doctor Who)

Colecciones
- King of the Hill. Londres: Gollancz, 1988. ISBN 0-575-05001-2
- The Invisible Country. Londres: Gollancz, 1996. ISBN 0-575-06072-7 -- Nominado al Premio Philip K. Dick (1998).[13]
- Little Machines. Harrogate: PS Publishing, 2005. ISBN 1-902880-94-3

Historias cortas seleccionadas
- Gene Wars (1991).
- The Temptation of Dr. Stein (1996).